# 大叶白纸扇
大叶白纸扇也称贵州玉叶金花、异形玉叶金花、黐花，为茜草科玉叶金花属下的一个种。

## 延伸阅读
[在维基数据编辑]
 《植物名實圖考·黐花》，出自吳其濬《植物名實圖考》